# 帕洛蒂纳
帕洛蒂纳是巴西巴拉那州的一个市镇。总面积651.228平方公里，总人口35614人，人口密度54.7人/平方公里。